# Drens
Drens ist eine 2017 gegründete Band aus Dortmund. Sie ordnet sich selbst dem Surfpunk zu.

## Geschichte

### Anfänge
Fabian Livrée und Arno Augustin machten bereits seit ihrer Jugend gemeinsam Musik, wobei Patrick Uitz-Blickling sie bei Live-Auftritten am Bass unterstützte. 2017 schlossen sie sich unter dem Namen Drens zusammen. Im selben Jahr lernten sie auf der Suche nach einem Schlagzeuger beim Studium des Sounddesign in ihrer Heimatstadt Dortmund Joël Brüning kennen, der das Quartett komplettierte.
Im Januar 2018 erschien ihre erste Single Wilhelm Be Gone mit dazugehörigem Musikvideo. Es folgten weitere Singles, bevor 2019 die erste Kompilation namens Sunny Side Up erschien. Zu diesem Zeitpunkt hatte die Band bereits über hundert Konzerte in ganz Deutschland gespielt, unter anderem als Support von The Murlocs, Van Holzen und Hi! Spencer. 2019 gewann Drens den zweiten Platz des popNRW-Preis in der Kategorie Bester Newcomer.

### Pet Peeves
Im Mai 2020 veröffentlichte die Band ihre erste EP Pet Peeves, die vom Kraftklub-Gitarristen Steffen Israel produziert wurde, mit vier Singleauskopplungen. Der Song I Can Barely See wurde am 8. Mai 2020 veröffentlicht.
Im September 2020 spielte Drens für das Liveurope Festival eine Show im FZW Dortmund, die zeitgleich mit 15 anderen Shows in Europa gestreamt wurde. Im Januar 2021 trat die Band beim Eurosonic Noorderslag (ESNS) auf.
Im Februar 2021 erschien die Single 12FU, die mit der Gegnerschaft der Corona-Maßnahmen und zugehörigen Verschwörungstheorien abrechnet. Außerdem erschien die Single All My Friends Got Time von der EP Pet Peeves 2021 in der ersten Folge der dritten Staffel der Netflix-Serie How to sell drugs online (fast).

### Holy Demon
Im März 2022 war die Band beim WDR Rockpalast Crossroads Festival in Bonn zusammen mit The Subways zu hören. Am 20. Mai 2022 veröffentlichte Drens ihr Debütalbum Holy Demon; wegen der Coronapandemie hatten sich die Aufnahmen jedoch verzögert. Das Album wurde von Sebastian „Zebo“ Adam produziert. Das Artwork stammt von Hotel Rocco. Zum Release ihres Debüts spielte Drens am 2. Juni 2022 eine Show im FZW in Dortmund.
Die geplante Holy Demon-Tour musste ebenfalls aufgrund der Pandemiebeschränkungen vom Frühjahr 2022 auf den Herbst verlegt werden. Kurz vor Tourstart gab die Band bekannt, einzelne Konzerte aufgrund von schlechten Vorverkaufszahlen absagen zu müssen, und schloss sich damit einer Reihe von Musikacts an, die auf die prekäre Lage der Kulturbranche nach der Pandemie aufmerksam machten.
Nach der eigenen Tour spielte Drens beim Rolling Stone Beach Festival und Support-Shows für ITCHY und Tocotronic. Im Dezember wurde eine Session des STROBO Magazins veröffentlicht, in der Livrée und Uitz-Blickling die Songs Stealing all the Air und Bloody Knees spielen.
Ebenfalls im Jahr 2022 wurde Drens beim popNRW-Preis als Outstanding Artist nominiert.

### Bubblegum Dreamworld
Im Frühjahr 2023 wurde bekannt, dass der langjährige Sänger, Gitarrist und Schlagzeuger Joël Brüning kein Teil der Band mehr ist. Bei Live-Auftritten wurde Drens nun von David Laudage am Schlagzeug und Anna Olivia Böke an der Gitarre unterstützt.
Nachdem die Band Support-Shows für Tequila & the Sunrise Gang, Muff Potter und The Vices gespielt hatte, wurde im Mai 2023 der erste neue Song namens Bubblegum Dreamworld veröffentlicht. Für Ende des Jahres wurde die Bubblegum Dreamworld Tour angekündigt.

## Stil
Die Band ordnet sich selbst dem Surfpunk zu. Während der Live-Auftritte tragen alle Bandmitglieder Badehosen. Die Band hat keinen festen Frontmann, da sowohl Livrée und Augustin (und bis einschließlich 2022 auch Brüning) singen und Gitarre spielen. Außerdem wechselten sich Livrée und Brüning bei Live-Auftritten am Schlagzeug ab. Drens veröffentlicht bei Glitterhouse Records und wird von der Booking-Agentur KKT (Kikis Kleiner Tourneeservice) vertreten.
Hatten Drens zunächst noch fröhliche Musik mit ernsten Texten gepaart, übertönen auf Holy Demon Rock- und Grunge-Einflüsse die Surfpunk-Wurzeln. Der Name der Band ist ein Wortspiel und Insider der Mitglieder. Weil die Texte der Band auf Englisch gesungen werden, soll auch der Name englisch ausgesprochen werden. Viele der Musikvideos sind von der Band selbst konzipiert, gedreht und geschnitten worden (z. B. No und M vs. D).

## Engagement
Drens positionieren sich gegen Rechts. Neben ihren Singles I Can Barely See und 12FU unterstützen sie die Initiative Kein Bock auf Nazis und spielten 2019 beim Kosmos Chemnitz unter dem Motto „Wir bleiben mehr“. Des Weiteren fordern sie dazu auf, wählen zu gehen und sich gegen das Coronavirus impfen zu lassen. Sie unterstützen das Projekt zur Flüchtlingshilfe „Grenzenlose Wärme“ und sammeln bei Konzerten am Merchandising Stand Spenden.
Darüber hinaus kooperieren sie mit der Initiative „Music declares emergency“, die sich für mehr Klimaschutz einsetzt.

## Diskografie

### Studioalben
- 2022: Holy Demon (Glitterhouse Records)

### EPs
- 2020: Pet Peeves
- 2020: Wasting Time/Liebesdrama (Split mit Love Machine)

### Compilations
- 2019: Sunny Side Up

### Singles
- 2018: Wilhelm Be Gone
- 2018: No
- 2018: Best Friend
- 2018: Bicycle Rider
- 2018: Yellow Teeth
- 2019: Curacao
- 2019: HEAT
- 2020: A Very Sunny Day
- 2020: Saditsfiction
- 2020: All My Friends Got Time
- 2020: I Can Barely See
- 2020: Wasting Time
- 2020: M vs. D
- 2021: 12FU
- 2021: EGO
- 2021: Holy Demon
- 2022: Record Store
- 2022: Stealing All The Air
- 2022: Honey
- 2023: Bubblegum Dreamworld
- 2023: Icecold

### Als Feature Guest
- Van Holzen – Frei (feat. Drens)